# Twenty
Twenty – osada w Anglii, w hrabstwie Lincolnshire, w dystrykcie South Kesteven. Leży 54 km na południe od Lincoln i 141 km na północ od Londynu.